# Cheval au Maroc
Le cheval est, au Maroc, une tradition très ancienne, liée à l'histoire des cavaleries berbères. Les races Barbe et Arabe-Barbe y sont considérées comme un patrimoine national, en raison de leur élevage par de nombreuses tribus locales. La tbourida (fantasia marocaine) met cette utilisation militaire du cheval Barbe ou Arabe-barbe à l'honneur, et représente le sport équestre le plus populaire du Maroc. Le pays compte cinq haras nationaux situés à Marrakech, Meknès, Bouznika, Oujda et El Jadida. Il organise d'importants événements équestres à rayonnement international, tels que le Salon international du cheval d'El Jadida et le Morocco Royal Tour, ainsi que des événements sportifs nationaux, tels que la Semaine du cheval de Rabat.

## Histoire
Le cheval est lié à l'histoire des peuples Berbère et Arabe qui habitent le territoire marocain ; par ailleurs, d'après Philippe Barbié de Préaudeau, le Maroc est probablement le pays du Maghreb qui a su préserver ses pratiques équestres avec la meilleure continuité. 

### Période du protectorat

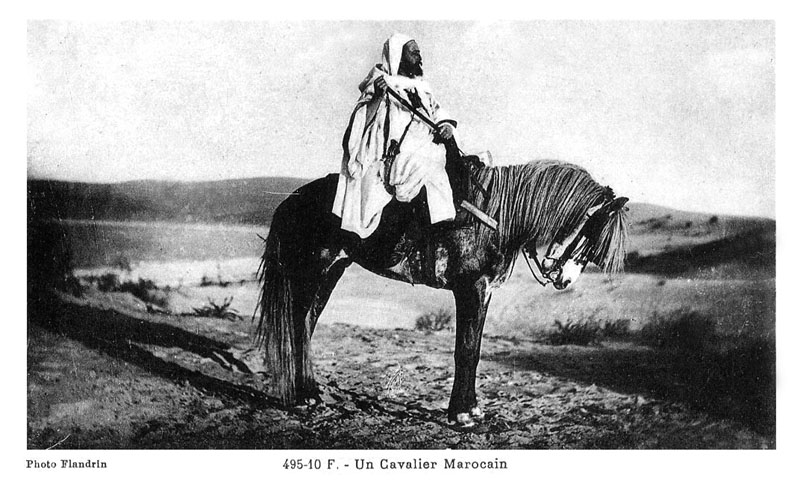
Cavalier marocain au début du XX.

Durant le protectorat français, un Service des remontes et haras est créé en 1906 avec deux jumenteries à Témara et Meknès, et un dépôt d'étalons à Mazagan. Plusieurs haras à vocation militaire sont donc créés sur le territoire marocain, dont le plus ancien est celui de Meknès, en 1912. Les premiers travaux scientifiques en médecine vétérinaire équine paraissent sous l'impulsion du Laboratoire de recherches du service de l’élevage à Casablanca. Des importations de chevaux arabes sont effectuées depuis la France, l'Algérie, la Tunisie et la Syrie, mais ces mouvements équins existent aussi en sens inverse, certains des meilleurs chevaux du Maghreb partant vers la France. La fermeture de la jumenterie de Témara en 1927 entraîne le transfert du cheptel vers le haras national de Meknès.
En 1947, l'élevage équin passe de la tutelle militaire à celle du ministère de l'Agriculture.

### Après l'indépendance du Maroc
Après l'indépendance du Maroc, un enseignement de médecine vétérinaire est créé à l’Institut agronomique et vétérinaire Hassan-II, en 1970, donnant lieu à des publications en médecine vétérinaire équine. Un stud-book est créé pour le Pur-sang arabe du Maroc en 1982. Au cours du XXe siècle, la filière équine marocaine décline, en raison de la raréfaction des usages du cheval. Face à ce constat, depuis les années 2000, la famille royale marocaine soutient le développement des sports hippiques et l'organisation d'un nombre croissant d’événements équestres internationaux sur son sol. La Société royale d'encouragement du cheval (SOREC) est créée en 2003 dans ce but,, alors que le cheptel national de 130 000 chevaux décline chaque année. 
Des travaux de rénovation et d'équipement des cinq haras nationaux marocains sont entrepris dans les années 2010. La qualité technique des haras marocains est désormais proche de celle des haras européens. 
En 2007, le secteur équestres compte pour 3,4 milliards de dirhams dans le Produit intérieur brut du Maroc. En fin d'année 2014, l'équitation est devenue le second sport le plus pratiqué au Maroc, derrière le football. En 2012, 11 500 emplois marocains dépendent directement ou indirectement du cheval ; en 2015, une autre estimation donne environ 30 000 emplois dans cette filière, soit 0,61 % du PIB marocain, correspondant à 6 milliards de dirhams.
Une clinique vétérinaire moderne, à l'institut agronomique et vétérinaire Hassan-II de Rabat, a ouvert en septembre 2016, puis effectué la première opération chirurgicale d'un cheval sur le sol marocain en novembre 2016.

## Pratiques

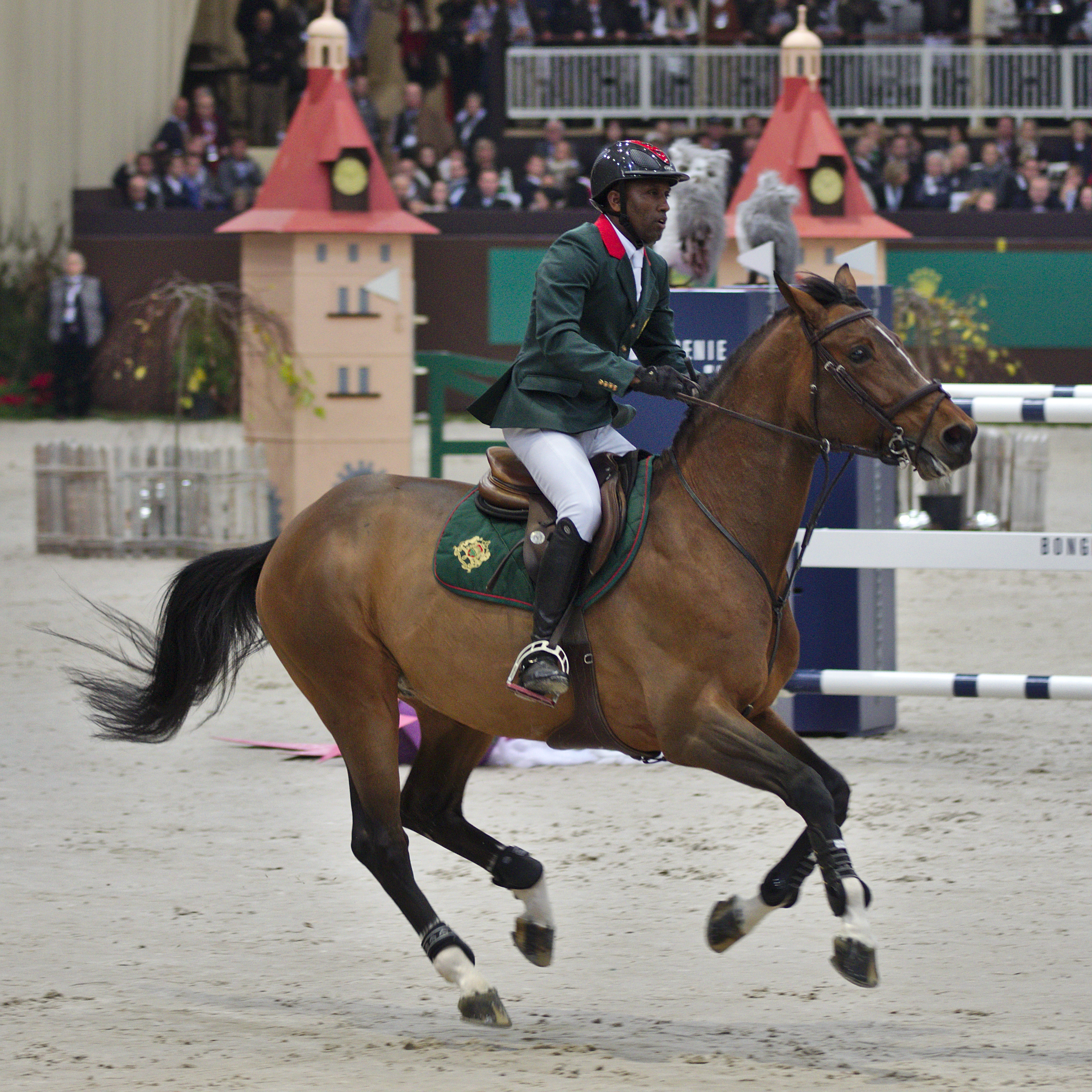
Abdelkebir Ouaddar et Quickly de Kreisker au CHI de Genève en 2013.

Selon la Fédération royale marocaine des sports équestres, la tbourida représente la première discipline équestre pratiquée dans le pays, loin devant le saut d'obstacles, le dressage et l'endurance. Le secteur évolue  d'une relation avec un animal de travail à des pratiques fondées sur le sport et les loisirs.
L'équitation et les sports équestres restent cependant peu démocratisés au Maroc, où l'on compte environ 20 000 cavaliers dans des centres équestres ou des écuries privées. Les cavaliers marocains peuvent passer quatre grades attestant de leurs compétences équestres, nommés « Fariss ». Depuis 2012, les performances du cavalier marocain Abdelkebir Ouaddar sont très remarquées. Il a accédé au plus haut niveau grâce au roi Mohammed VI, qui a acheté pour lui l'étalon Selle français Quickly de Kreisker à un cavalier breton, Benjamin Robert. Depuis 2017, sa fille Soukaina Ouaddar fait ses débuts en épreuves d'obstacle de niveau international. 
Le tourisme équestre est très présent, et se développe rapidement. 
Le secteur des courses hippiques est lui aussi en développement, avec 500 nouvelles courses organisées entre 2011 et 2016. Environ 2 400 courses sont organisées au Maroc chaque année, et 560 lieux permettent de parier. En avril 2016, une femme jockey participe pour la première fois à une course au Maroc. En juin 2017, le Maroc compte 3 femmes jockey, dont Zineb el Briouil.
Le cheval est associé à des fêtes et cérémonies du quotidien, telles que la circoncision, le mariage et le moussem. Les rois Hassan II et Mohammed VI ont tous deux déclaré que le cheval fait partie intégrante de la culture et de la civilisation marocaines. Par ailleurs, les membres de la famille royale participent à de nombreux événements équestres nationaux ou internationaux.

## Élevage

Harnachements traditionnels marocains.

En 2005, le Maroc comptait 160 000 chevaux de toutes races. Entre 2011 et 2017, le nombre de nouvelles naissances a augmenté de 24 %, soit 900 chevaux de plus. Les principales races du pays sont l'Arabe-Barbe et le Barbe. Plus rarement, le Maroc compte des élevages d'Arabe, de Pur-sang et d'Anglo-arabe. Les élevages de mulets pour les travaux agricoles restent cependant très présents. La SOREC souhaite valoriser le cheval Barbe pour en faire un ambassadeur mondial des pratiques équestres marocaines.
Un élevage de chevaux de sport s'est monté à Sidi Berni en 1985, pour obtenir le Cheval marocain de sport.
Le pays compte cinq haras nationaux, situés à Marrakech, Meknès, Bouznika, Oujda et El Jadida, gérés par la SOREC. Le haras de Bouznika héberge les chevaux arabes de la famille royale. Le Maroc compte aussi d'excellents haras privés. L'usage de l'insémination artificielle se développe, notamment dans les régions reculées. 

## Événements
Le Maroc organise de nombreux événements équestres. Le plus important est le Salon international du cheval d'El Jadida, créé en 2008, et qui a attiré 230 000 visiteurs, d'après ses organisateurs, pour son édition de 2018. La SOREC a mis en place depuis 2011 les rencontres internationales du cheval Barbe et Arabe-barbe, dans le but de promouvoir ces deux races nationales.

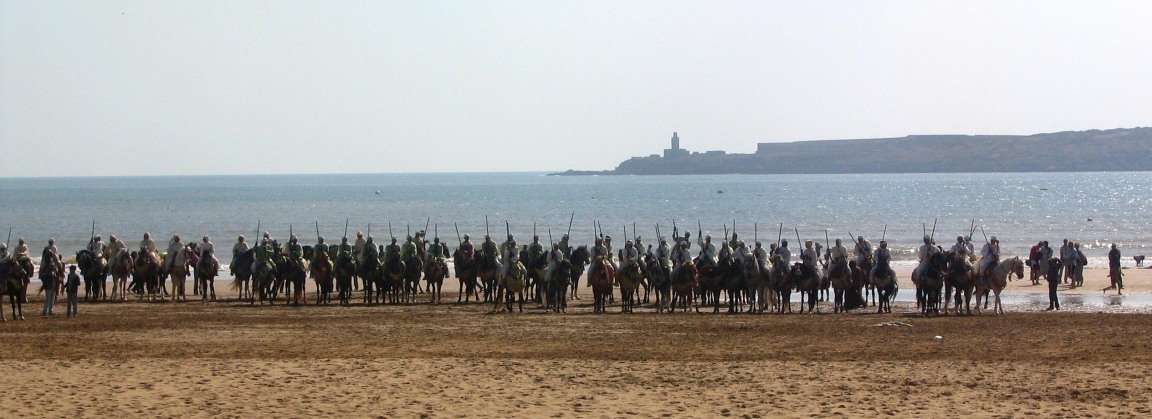
Cavaliers de tbourida berbères se préparant sur la plage d'Essaouira.

Le Morocco Royal Tour, compétition internationale de saut d'obstacles créée en 2010 sur instruction de Sa Majesté Mohammed VI,, est passé du niveau 3 étoiles au niveau 4 étoiles en 2018,.
La Semaine du cheval de Rabat (Oussbou3ou lfarass) réunit chaque année en juillet les meilleurs cavaliers nationaux marocains.

## Culture
Les pratiques équestres et l'histoire marocaines ont inspiré de nombreux artistes, en particulier Eugène Delacroix, qui a peint Exercices militaires des Marocains en 1832, Le Kaïd, chef marocain en 1837, Le Sultan du Maroc en 1845 et Chevaux sortant de la mer en 1860 ; mais aussi Salvador Dalí, avec La Bataille de Tétouan, peint en 1961-1962.

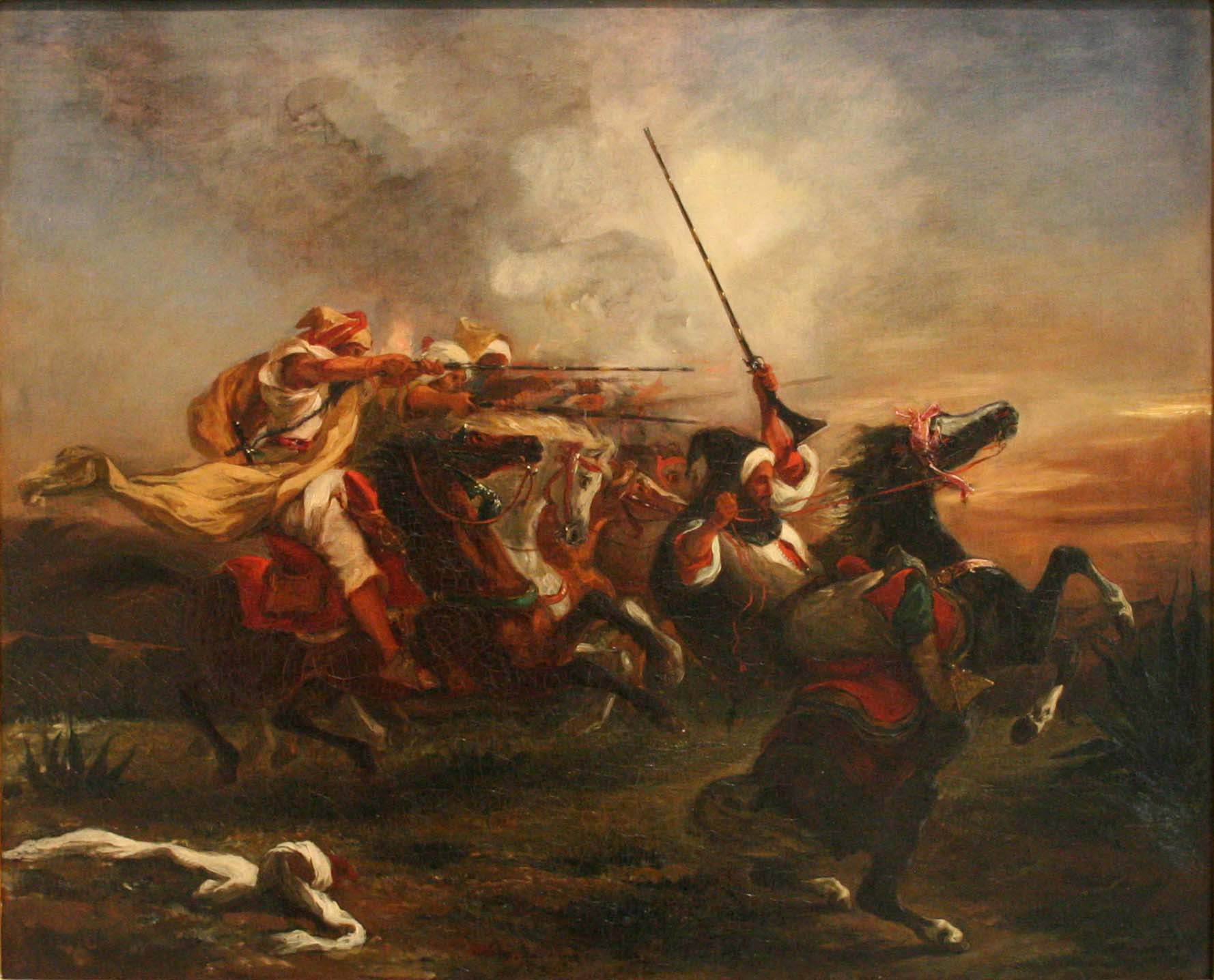
Exercices militaires des Marocains, Eugène Delacroix, 1832.
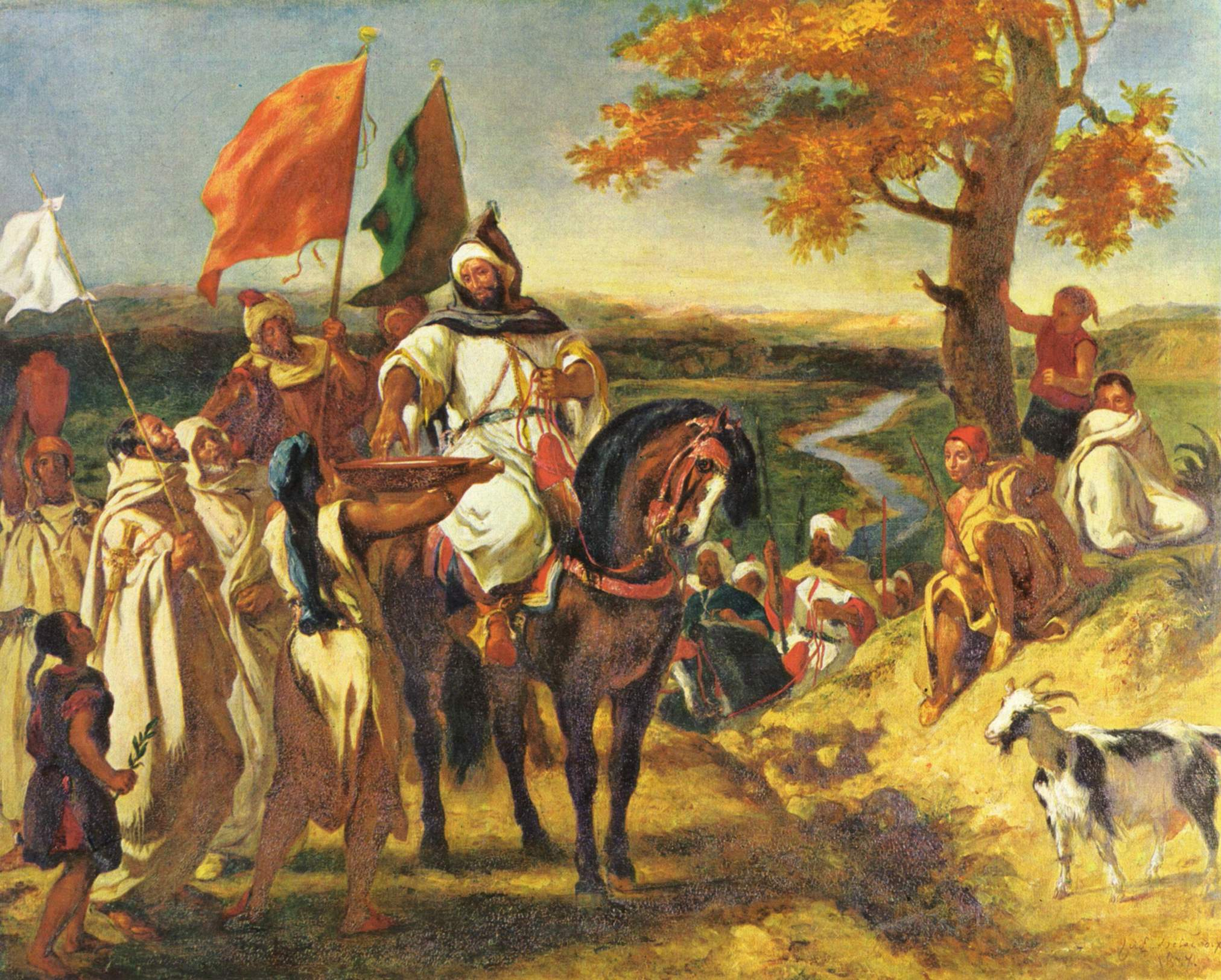
Le Kaïd, chef marocain, Eugène Delacroix, 1837.
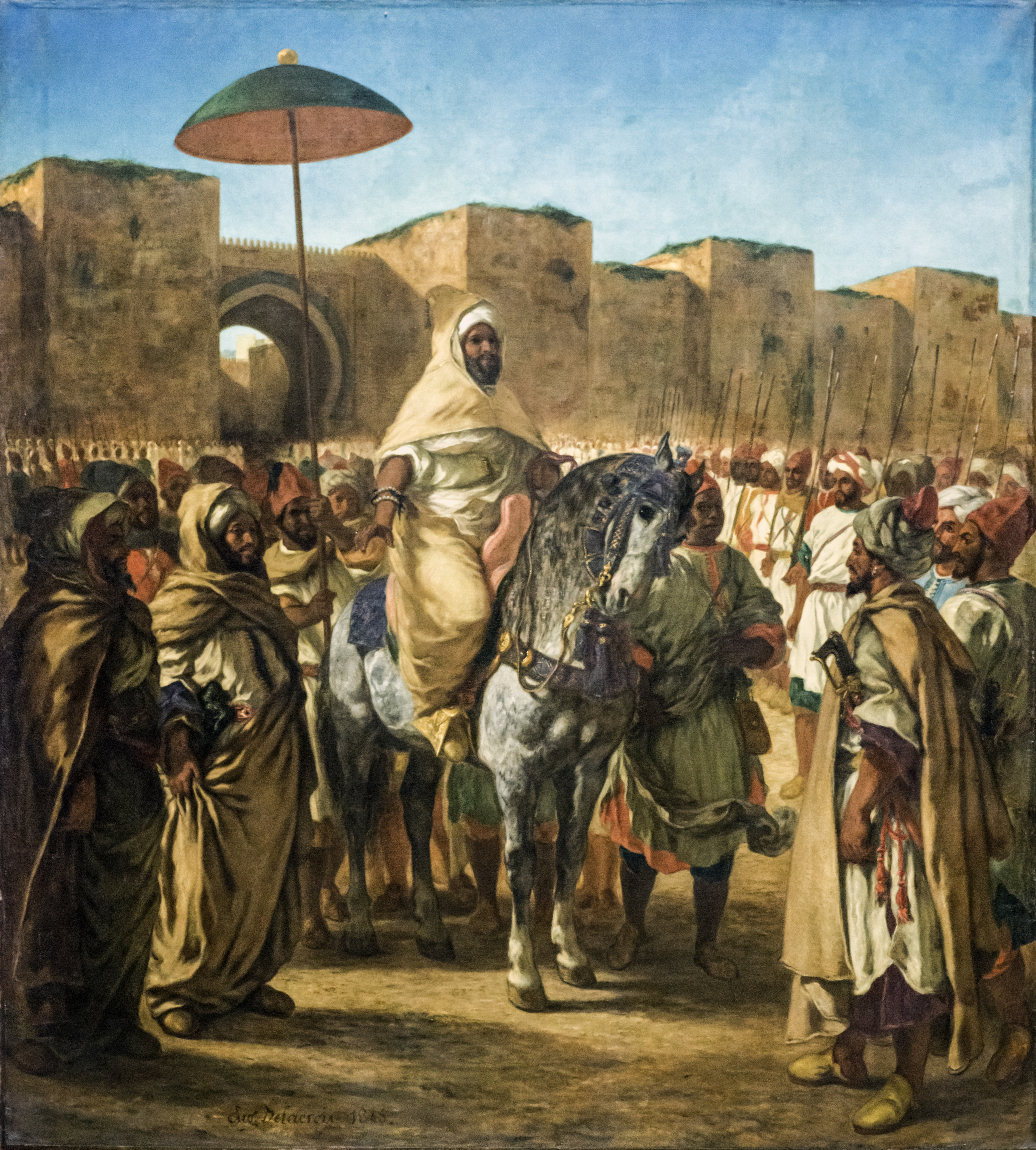
Le Sultan du Maroc, Eugène Delacroix, 1845.
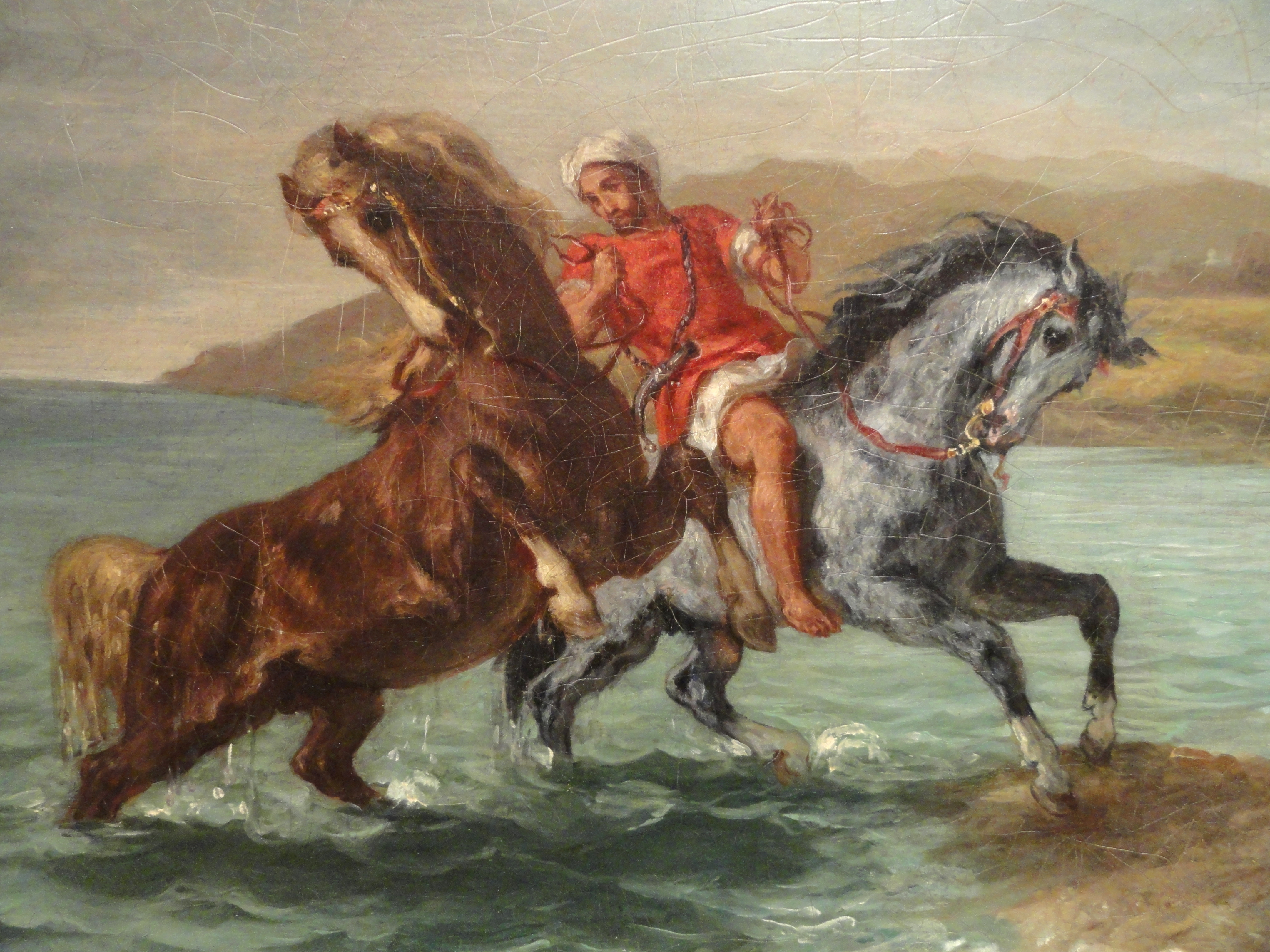
Chevaux sortant de la mer, Eugène Delacroix, 1860.

#### Ouvrages de recherche
- [Barbié de Préaudeau 2002] Philippe Barbié de Préaudeau, Le Cheval arabe, Les éditions du Jaguar, 2002, 2e éd., 224 p. (ISBN 2-86950-358-X).
- [Hossaini-Hilali 2012] Dr Jamal Hossaini-Hilali, La recherche vétérinaire sur le cheval au Maroc : Répertoire des travaux scientifiques de 1913 à 2011, Rabat, Jamal Hossaini-Hilali, 2012, 62 p. (ISBN 978-9954-31-274-2 et 9954-31-274-9, lire en ligne)

#### Articles scientifiques
- [Talley 2020] (en) Gwyneth Talley, « Human-Horse Relationships in Morocco: what Equids Can Tell Us About Society », Hesperis Tamuda, no 55,‎ 2020, p. 319–337 (ISSN 0018-1005, lire en ligne, consulté le 30 décembre 2021)

#### Articles de presse
- [Le Brech 2018] Catherine Le Brech, « Au Maroc, la filière du cheval monte en gamme », sur Franceinfo, 3 janvier 2018 (consulté le 2 mai 2019)
- [Libbrecht 2014] Xavier Libbrecht, « Derrière Kebir Ouaddar c’est tout le Maroc qui galope », La Revue,‎ octobre 2014, p. 102-103
- [Mayrand 2014] Lise Mayrand, « Le Maroc, de la tbourida au CSO », Cheval Magazine,‎ novembre 2014, p. 110
- [Rousseau 2014] Élise Rousseau (ill. Yann Le Bris), Tous les chevaux du monde, Delachaux et Niestlé, septembre 2014, 544 p. (ISBN 2-603-01865-5), « Maroc et Algérie », p. 394-395.
- [Sylla 2017] Adama Sylla, « La filière équine prend du galon », Challenge,‎ 1er novembre 2017 (lire en ligne, consulté le 2 mai 2019)
- [Vagnozzi 2014] (en) Catherine Vagnozzi, « Abdelkebir Ouddar, Morocco to bois le Roi », Equestrio,‎ août 2014, p. 94-98 (lire en ligne)